# 核DNA
核DNA（英: nuclear DNA、略称: nDNA）は、真核生物の細胞核に含まれるDNAである。核DNAは真核生物のゲノムの大部分をコードし、残りはミトコンドリアや色素体が持つDNA（オルガネラDNA）がコードしている。ミトコンドリアDNAが母系遺伝を行うのに対し、核DNAは両親から遺伝情報を受け継ぐメンデル遺伝を行う。

## 構造
核DNAは核酸で構成される生体高分子であり、真核生物の細胞核に存在する。その構造は二重らせんであり、2本の鎖が互いに巻きついている。この二重らせんの構造は、ロザリンド・フランクリンの収集したデータを用いてフランシス・クリックとジェームズ・ワトソンによって1953年に記載された。各鎖はヌクレオチドの繰り返しからなる長いポリマーである。各ヌクレオチドは、五炭糖、リン酸基と有機塩基からなる。ヌクレオチドは、その塩基によって区別される。塩基には、アデニンとグアニンが含まれる大きな塩基のプリンと、チミンとシトシンが含まれる小さな塩基のピリミジンがある。シャルガフの法則によると、アデニンは常にチミン、グアニンは常にシトシンと対になる。リン酸基同士はホスホジエステル結合、塩基同士は水素結合でそれぞれ結合している。

## ミトコンドリアDNAとの差異
核DNAとミトコンドリアDNAは、その位置や構造など、多くの面で異なる。核DNAは真核生物の細胞核内に存在し、通常1細胞に2コピー存在する。一方ミトコンドリアDNAはミトコンドリア内に存在し、1細胞に100から1000コピー存在する。核DNAの染色体は両端を持つ線形の構造をしており、ヒトでは約30億個のヌクレオチドを含む46本の染色体からなる。一方ミトコンドリアDNAの染色体は通常閉じた円形構造で、ヒトでは16,569ヌクレオチドが含まれる。核DNAは二倍体であり、父親と母親の両方からDNAを受け継ぐが、ミトコンドリアDNAは一倍体であり、母親由来のDNAのみを受け継ぐ。核DNAの変異率は0.3％以下であるが、ミトコンドリアDNAの変異率は一般的にはそれよりも高い。

## 科学捜査
核DNAは全ての生命体で遺伝情報を担う分子として知られており、人体では赤血球などの例外を除くほぼ全ての細胞で見られる。全てのヒトは固有の遺伝子の設計図を持っており、一卵性双生児をであっても同一ではない。連邦捜査局などの科学捜査機関では、事件の証拠資料として核DNAを比較する技術が用いられる。用いられる技術には、きわめて微量のDNAを利用して分子の特定の領域を複製するポリメラーゼ連鎖反応（PCR）などがある。

## 細胞分裂
減数分裂は、体細胞分裂と同様に、真核生物の細胞分裂の1つの形態である。減数分裂では、親細胞の半分の数の染色体を持つ4つの娘細胞が産み出される。減数分裂によって配偶子となる細胞が形成されるため、この染色体数の減少は重要であり、この過程がなければ受精の際に2つの配偶子の結合によって通常の2倍の数の染色体を持つ子孫ができてしまう。
減数分裂は、4つの娘細胞それぞれに新たな遺伝物質の組合せを作り出す。これらの新たな組合せは、対合する染色体間でDNAの交換が起こるために生じる。こうした交換の存在は、減数分裂で生じる配偶子には多くの場合幅広い遺伝的多様性が生じることを意味する。
減数分裂では、1度ではなく2度の核分裂が起こる。減数分裂に先立つ間期の段階では、細胞が成長し、染色体を複製し、分裂の準備が整ったことを保証する全てのシステムのチェックが行われる。
体細胞分裂と同様に、減数分裂でも前期、中期、後期、終期の段階がある。重要な違いは、減数分裂では各段階が2度、第一減数分裂と呼ばれる1度目の分裂時と第二減数分裂と呼ばれる2度目の分裂時に1度ずつ起こることである。

## 複製
分裂後の新たな細胞が十分な量のDNAを持つためには、分裂の前に元の細胞のDNAを倍化させる必要がある。この過程は、DNA複製と呼ばれる。新たな細胞は元のDNAの一方の鎖と新たに合成されたもう1本の鎖を含むため、この複製は半保存的複製と呼ばれる。元のDNAポリヌクレオチド鎖は新たな相補的なポリヌクレオチド鎖の合成の鋳型となり、DNAの一本鎖の鋳型が相補鎖の合成に用いられる。
DNA複製は、複製起点と呼ばれるDNA分子上の特定の位置から開始される。ヘリカーゼと呼ばれる酵素がDNA分子の一部をほどいて分離し、その後に一本鎖DNA結合タンパク質が結合してDNA分子の一本鎖領域を安定化させる。DNAポリメラーゼと呼ばれる酵素複合体が一本鎖部分に結合し、複製を開始する。DNAポリメラーゼは、既存のヌクレオチド鎖に新たなDNAヌクレオチドを連結させることしかできない。そのため、複製はDNAプライマーゼが複製起点でRNAプライマーを組み立てることによって開始される。RNAプライマーは、複製の準備が整ったDNA鎖の小さな開始部分に相補的な短いRNAヌクレオチド配列からなる。その後にDNAポリメラーゼはRNAプライマーにDNAヌクレオチドを付加することができるようになり、こうして新たなDNAの相補鎖の構築過程が開始される。後にRNAプライマーは酵素的に除去され、DNAヌクレオチドの適切な配列に置き換えられる。DNA分子の2つの相補鎖は反対方向を向いており、またDNAポリメラーゼは一方向にしか複製できないため、DNA鎖の複製には、異なった2種類の方法が採られる。一方の鎖は、DNA分子が巻き戻されて分離されるとともに連続的に複製される。もう一方の鎖は、岡崎フラグメントと呼ばれる一連のDNAの小断片を形成しながら、巻き戻しの方向とは逆方向に不連続な合成によって複製される。岡崎フラグメントには、それぞれ個別にRNAプライマーが必要となる。岡崎フラグメントが合成されるとRNAプライマーはDNAヌクレオチドに置き換わり、断片どうしが連結されて連続的な相補鎖となる。

## DNA損傷と修復
核DNAの損傷は内因性・外因性のさまざまな要因によって常に生じる問題である。真核生物は核DNAの損傷を除去する多様なDNA修復過程を進化させている。こうした修復過程には、塩基除去修復、ヌクレオチド除去修復、相同組換え修復、非相同末端結合、マイクロホモロジー媒介末端結合などが含まれる。これらの修復過程は核DNAの安定性の維持に必要不可欠である。修復活性が損傷の発生に追いつけなくなると、さまざまな負の影響が生じる。核DNAの損傷は老化や神経変性疾患にも関与していることが示唆されている。

## 突然変異
核DNAは突然変異の影響を受ける。突然変異の主要な原因は不正確なDNA複製であり、多くの場合、鋳型鎖中の過去のDNA損傷部分の合成を行う特殊なDNAポリメラーゼによるもの（損傷乗り越えDNA合成）である。突然変異は不正確なDNA修復によっても生じる。二本鎖切断のマイクロホモロジー媒介末端結合経路は特に突然変異が生じやすい経路である。生殖細胞系列の核DNAに生じた突然変異は、適応に関してほとんどの場合中立か不利なものである。しかしながら、ごく一部の有利な突然変異は自然選択が作用して新たな適応を生み出すための遺伝的多様性となる。

## ギャラリー

ヒトの核DNAの染色体イデオグラム（Human Genome Project (1990-2003)によるラベルを付加）
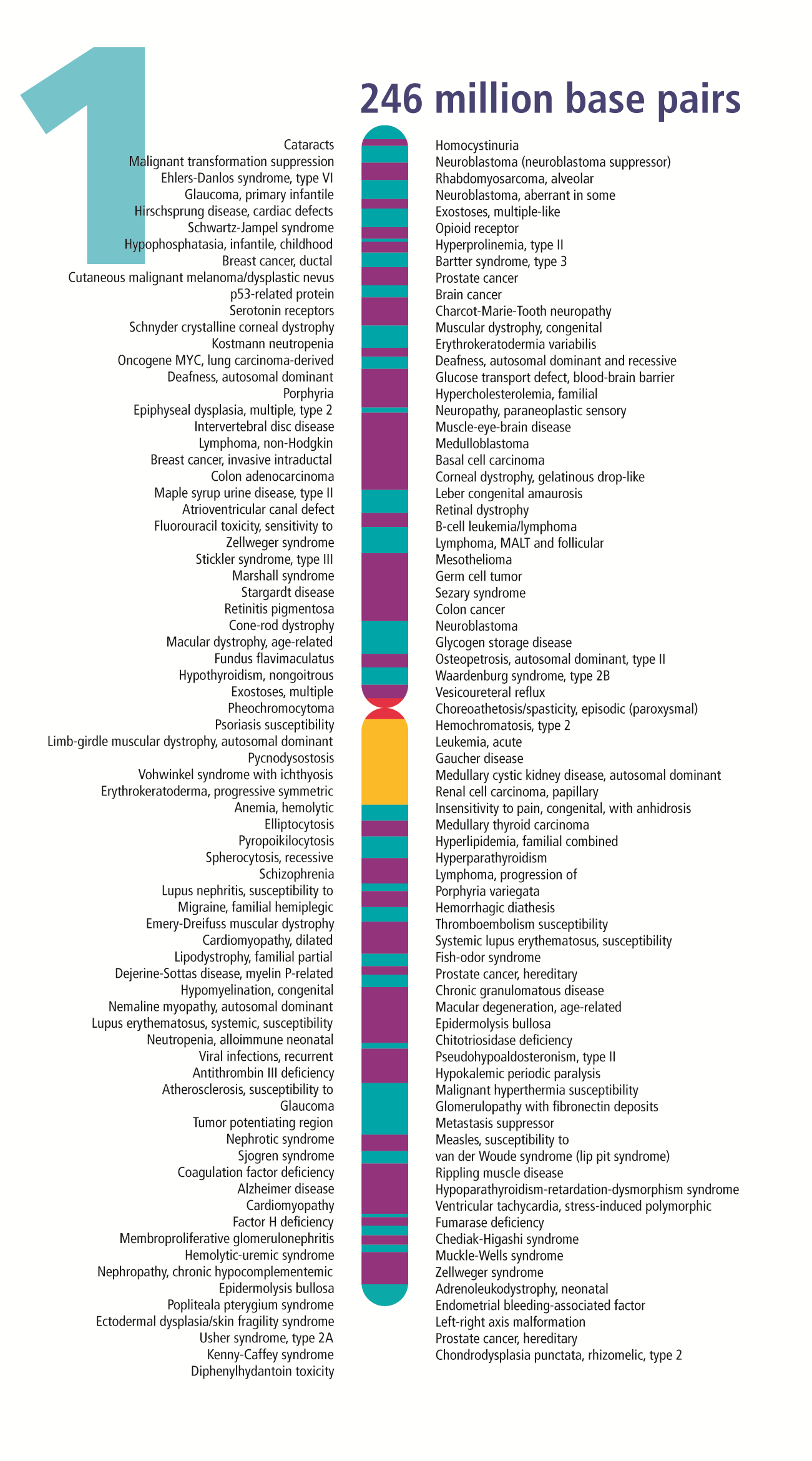
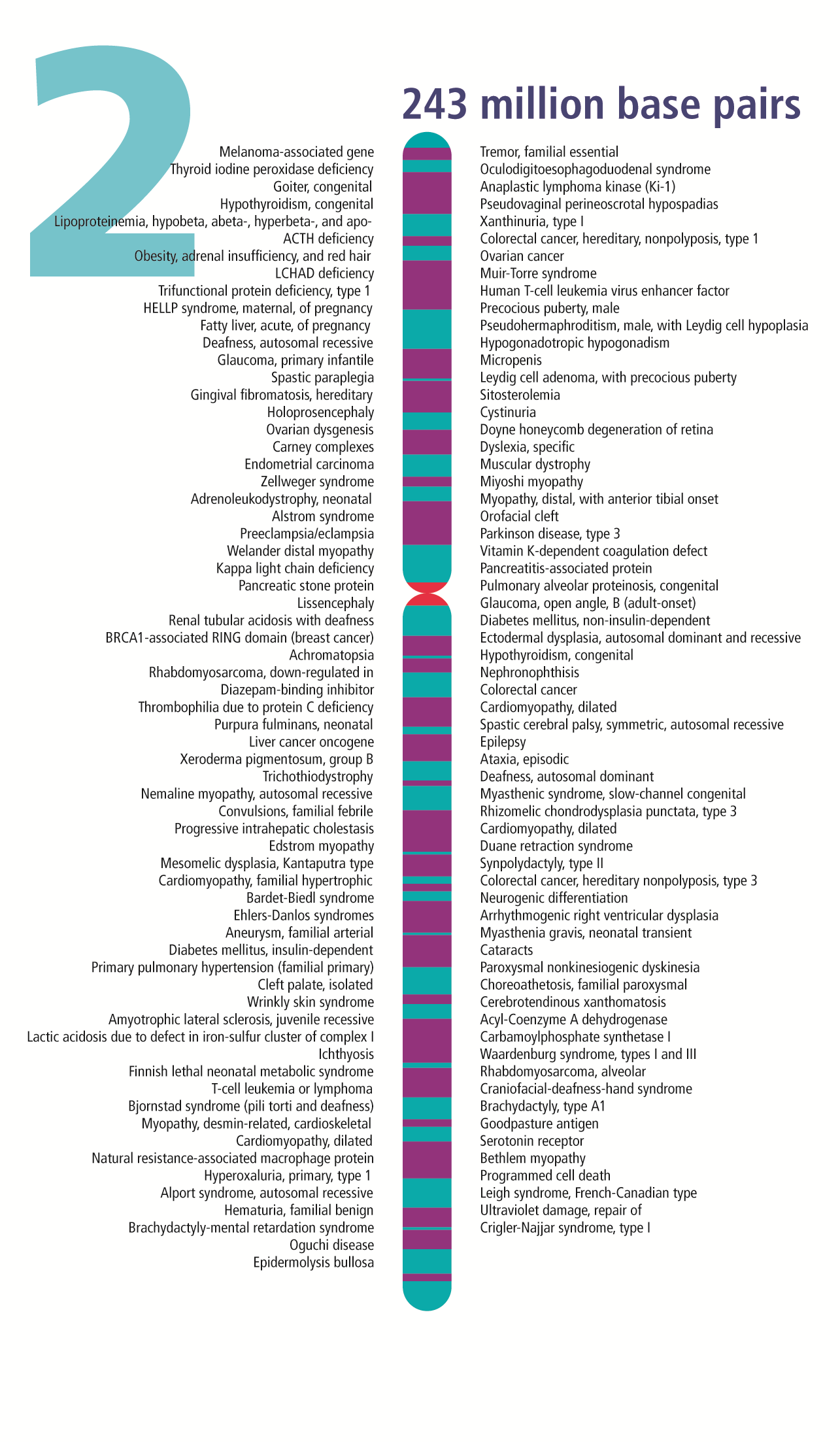
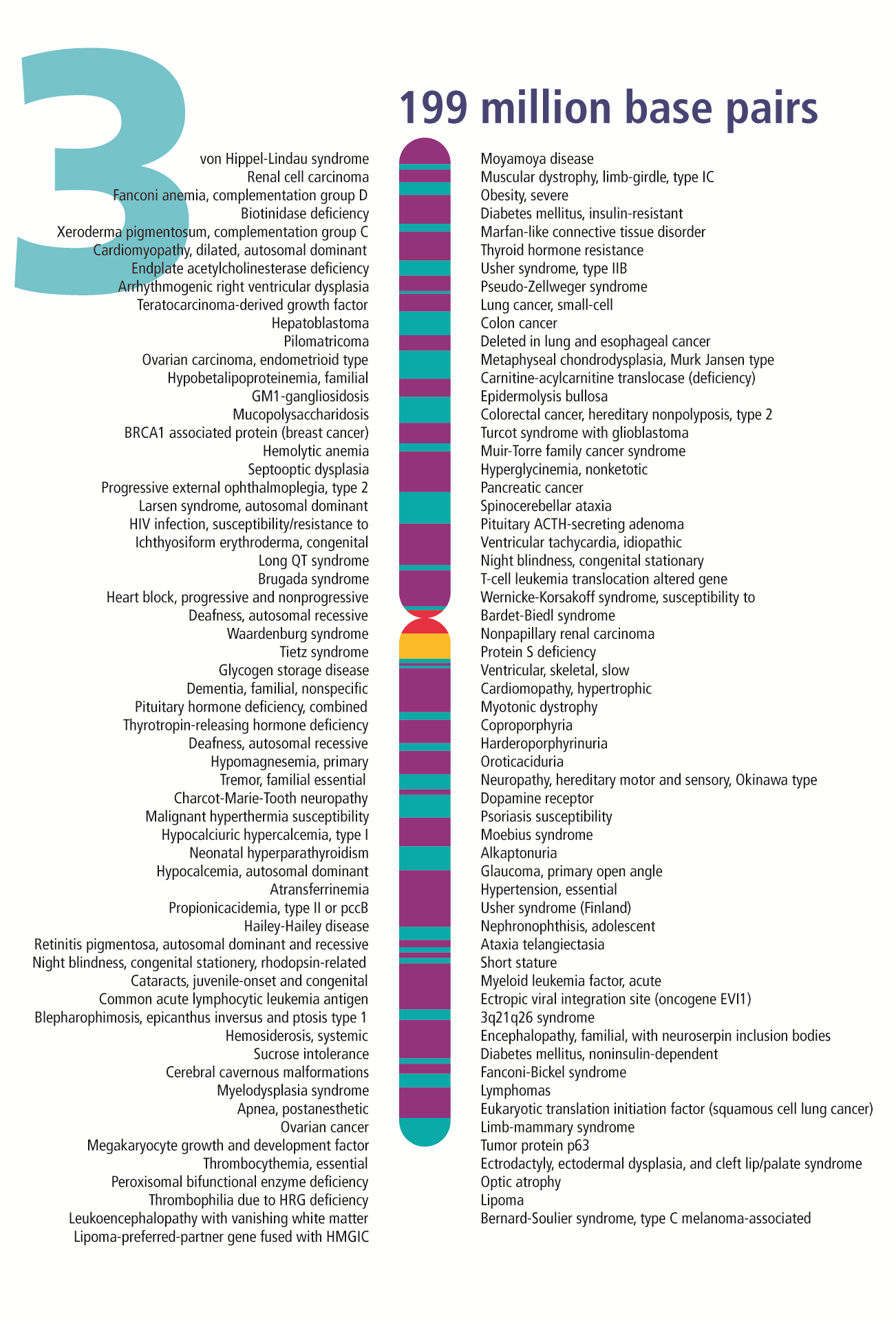
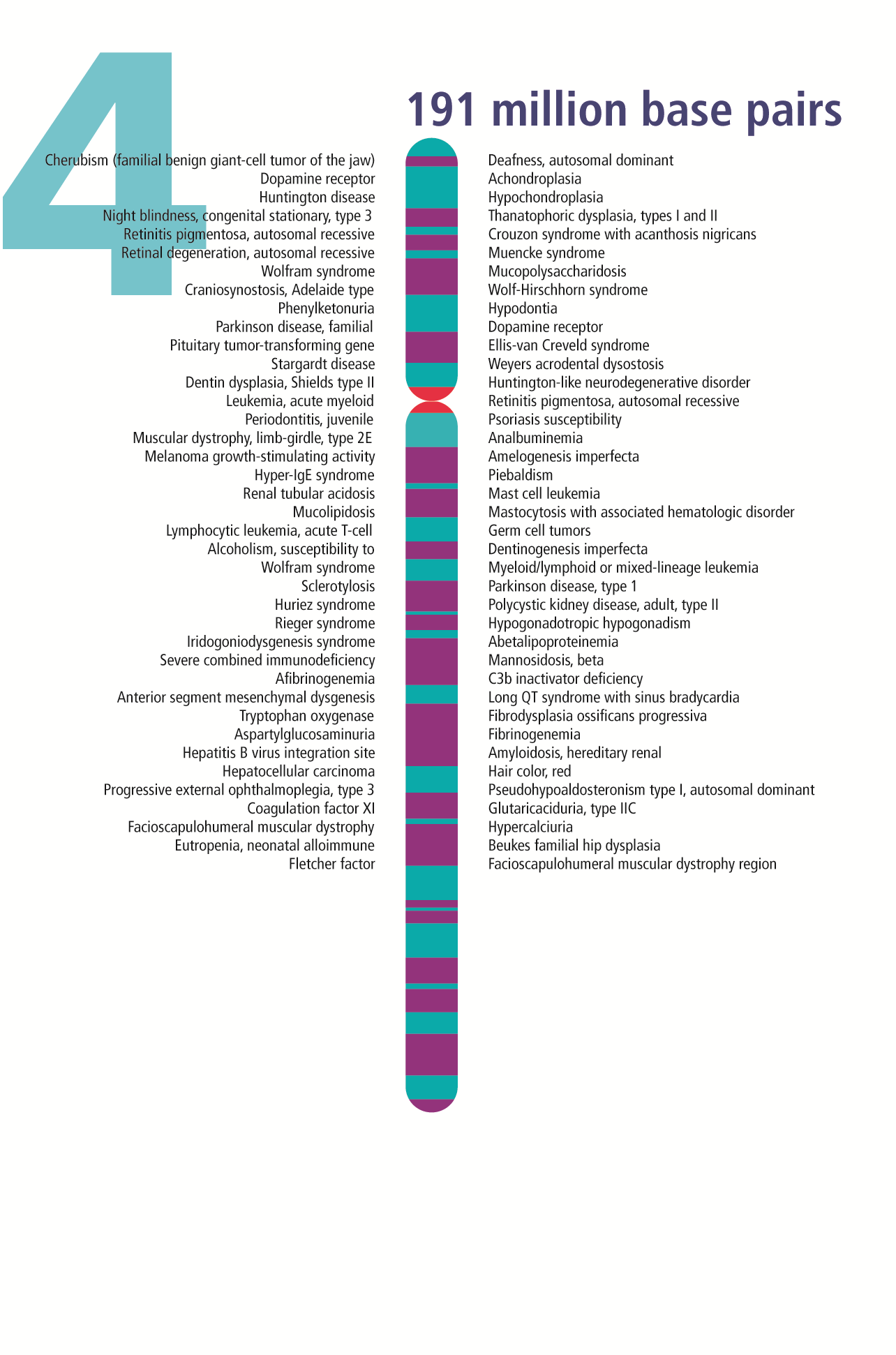
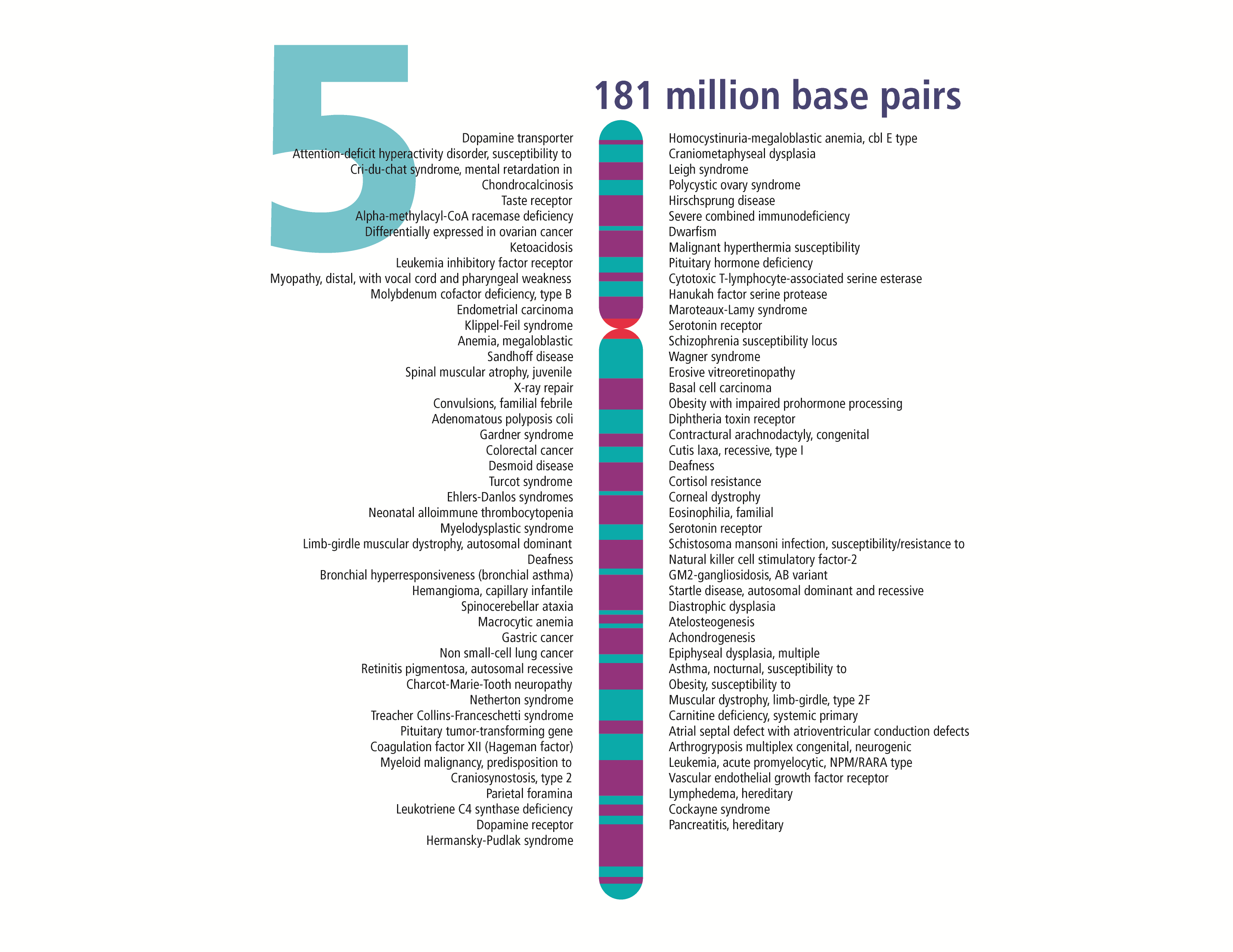
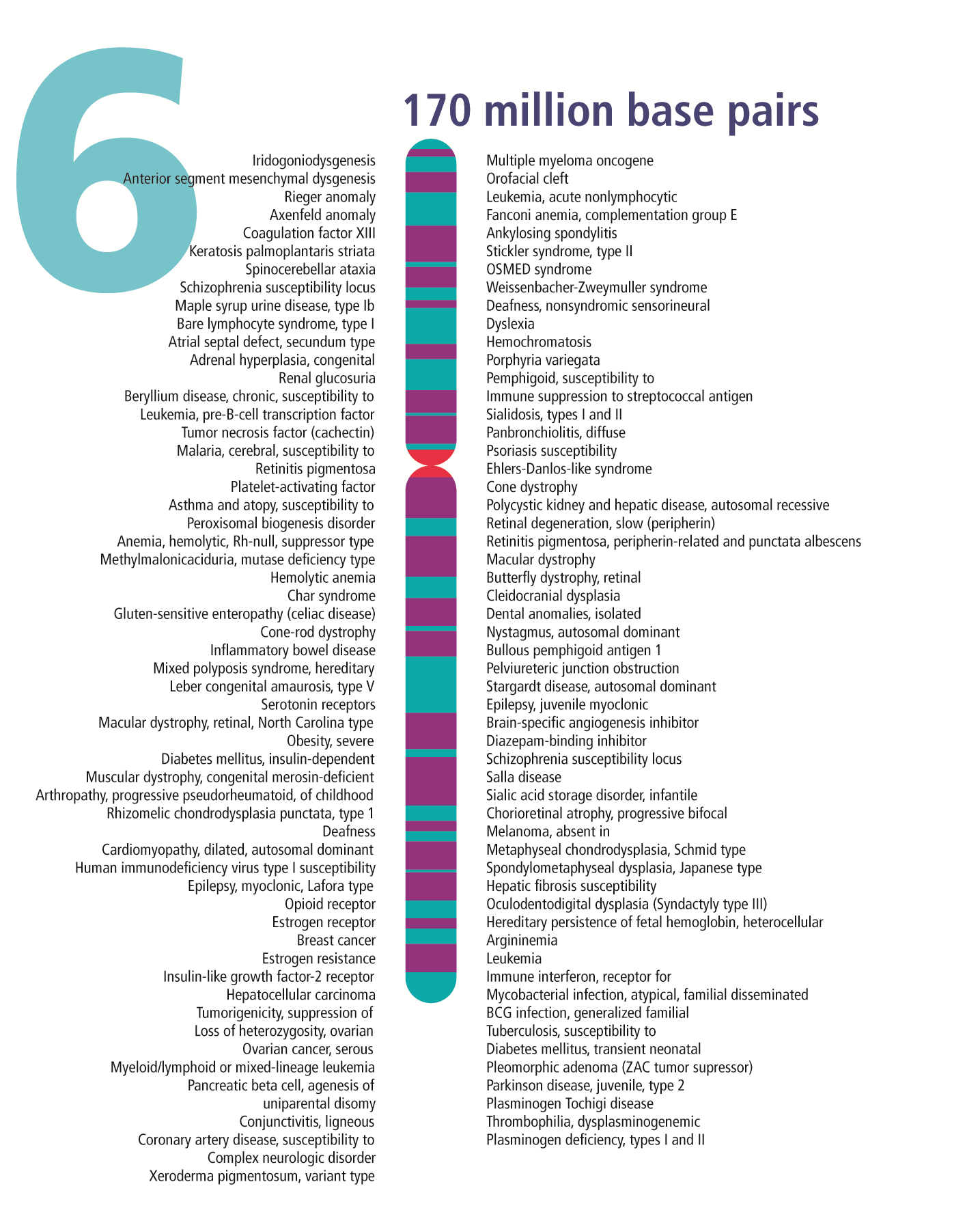
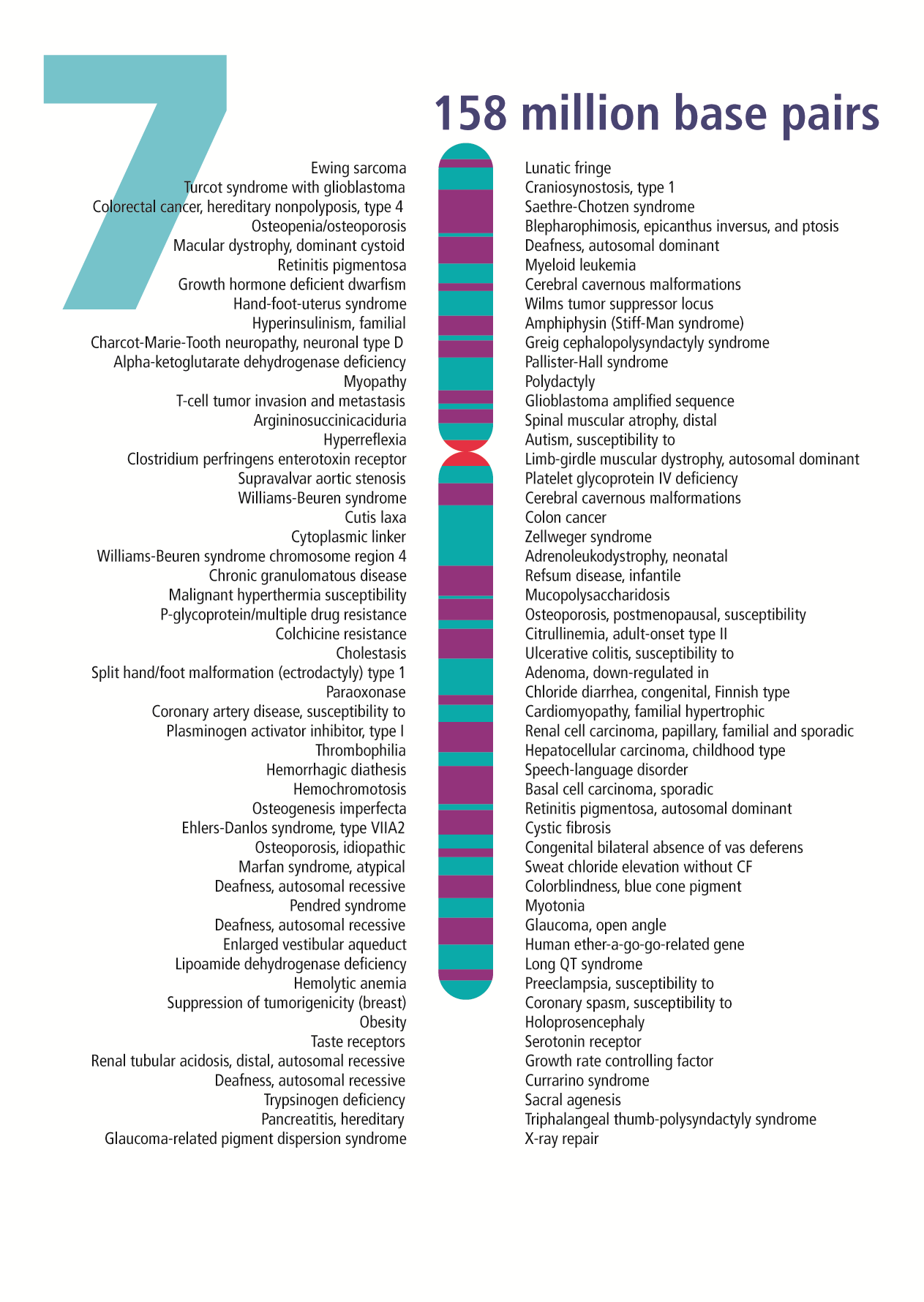
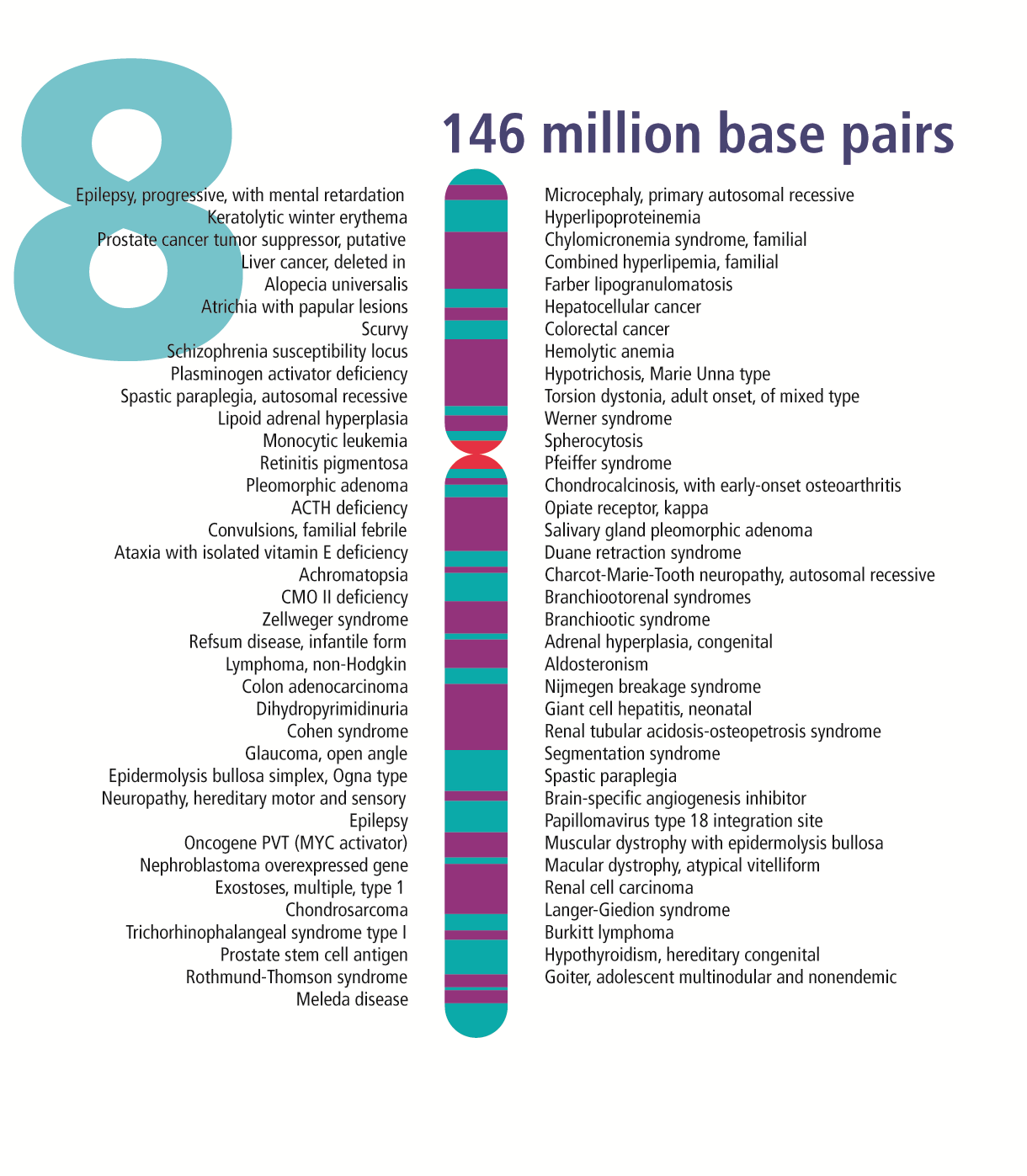
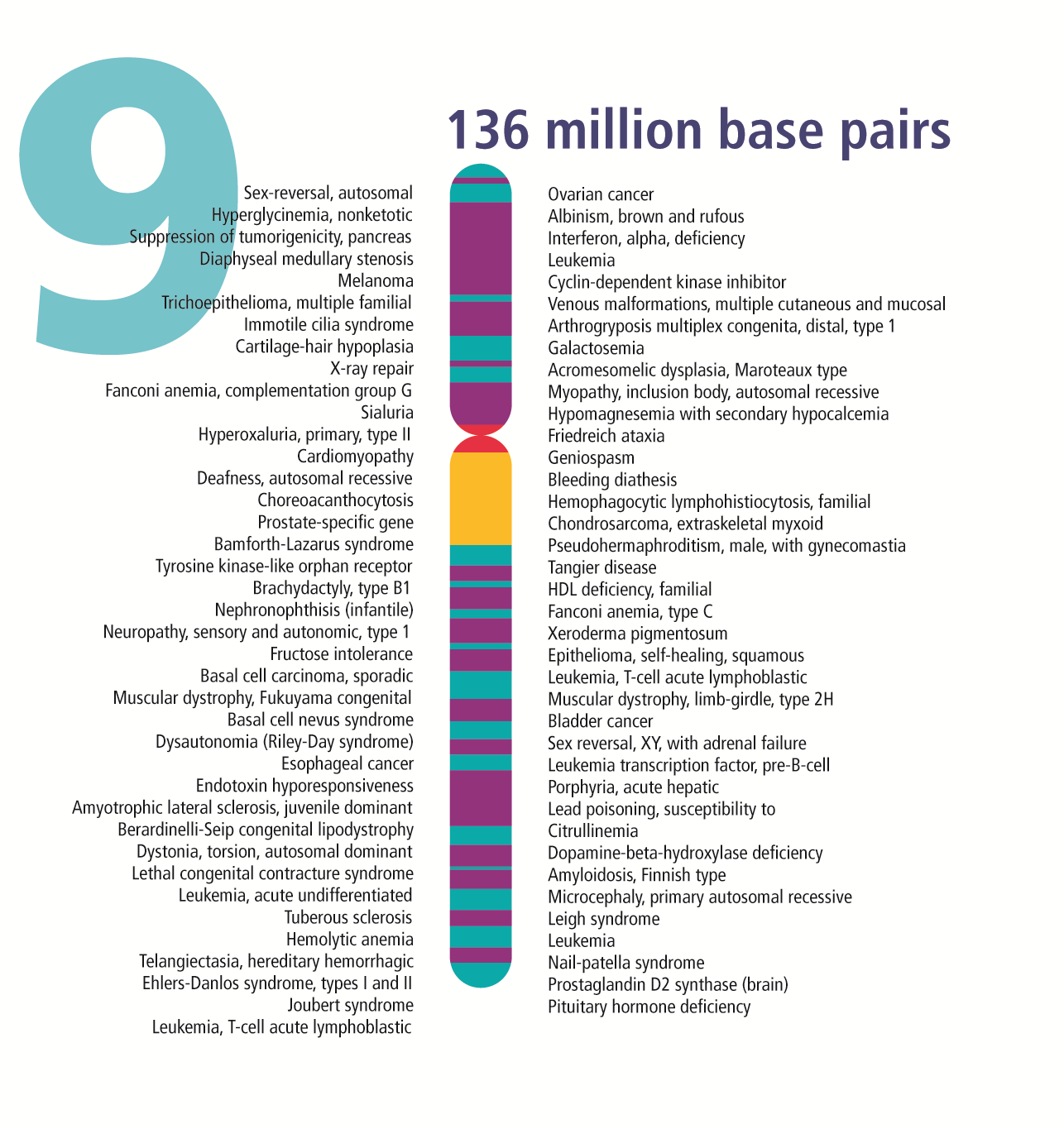
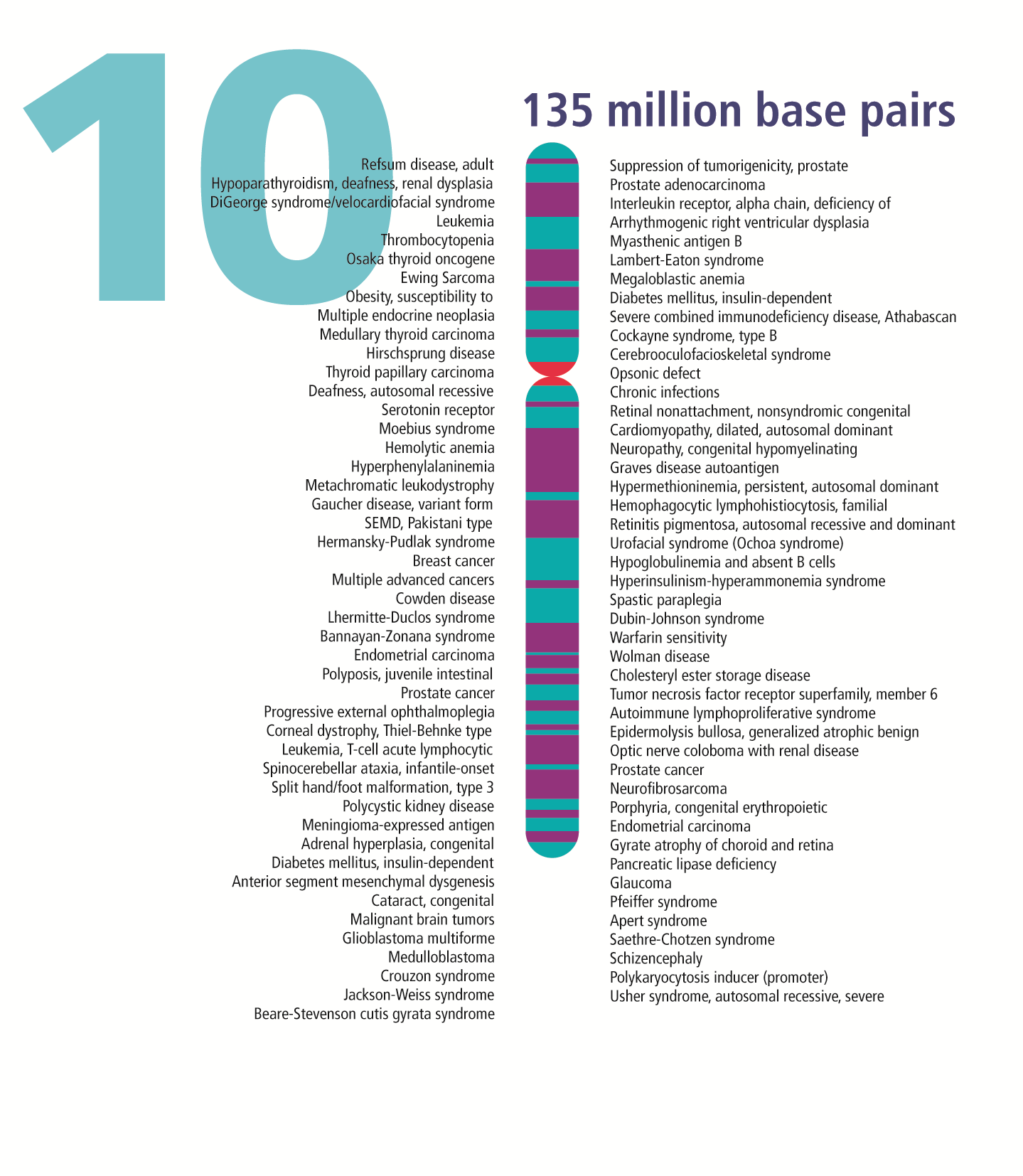
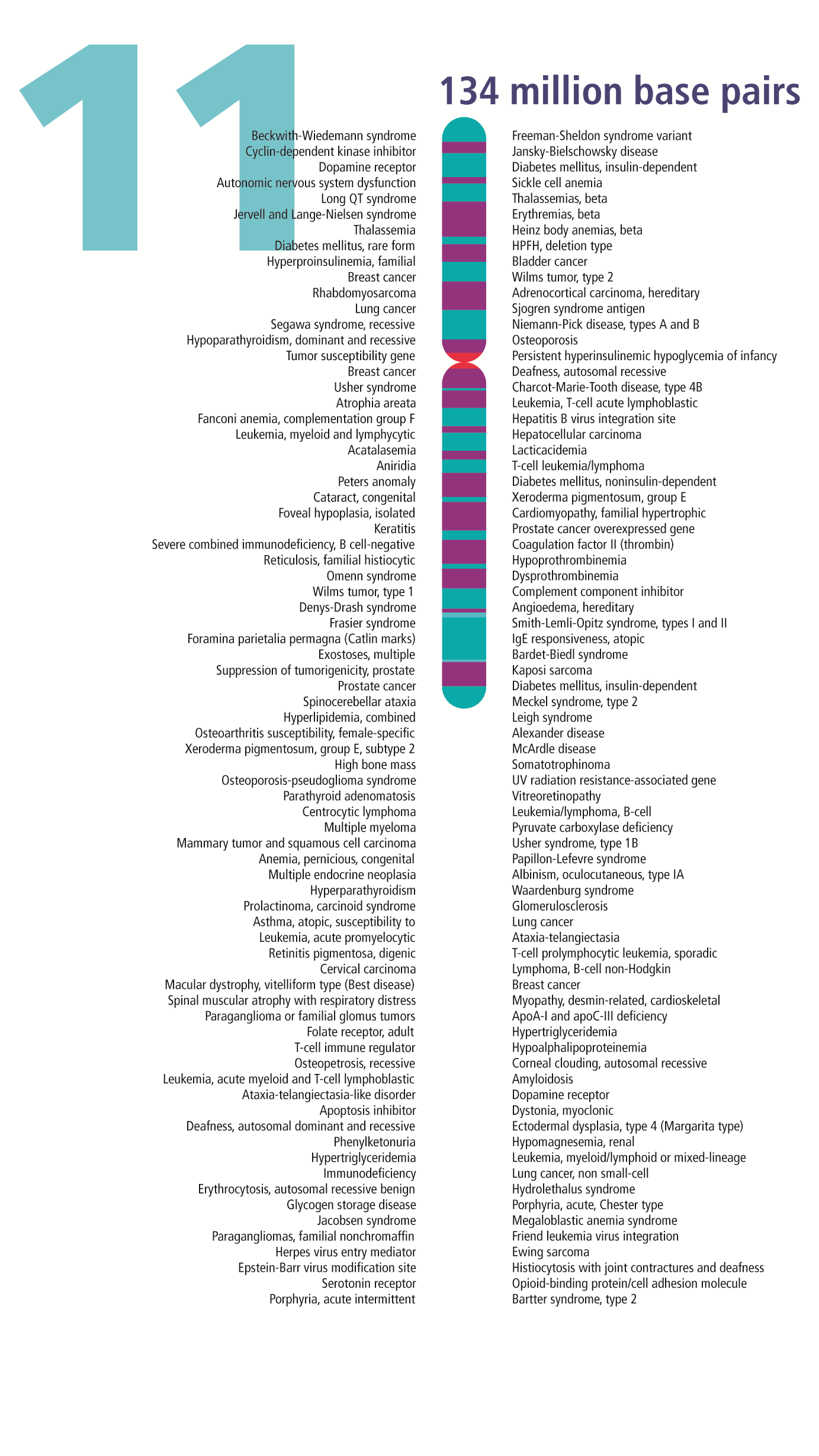
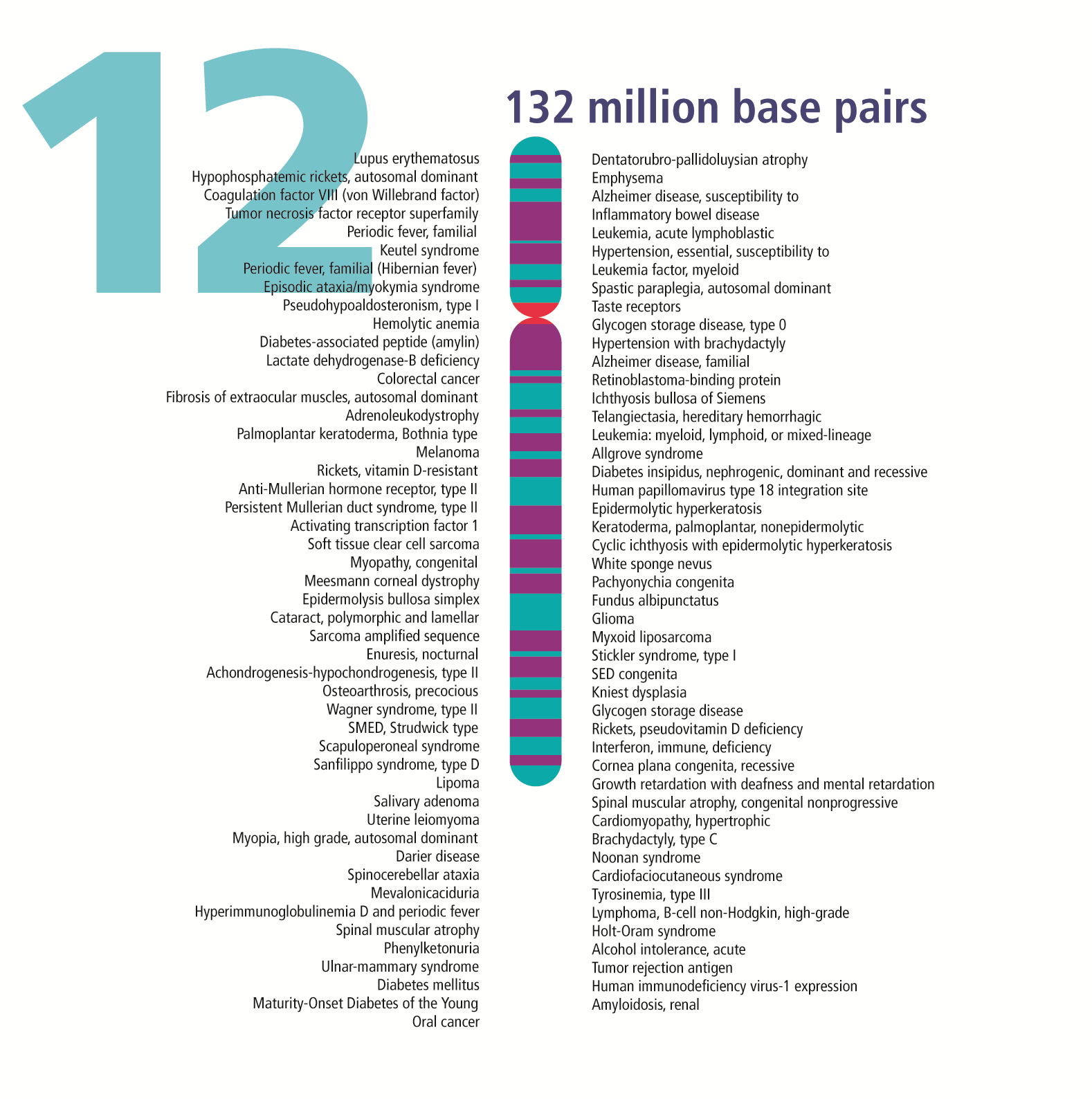
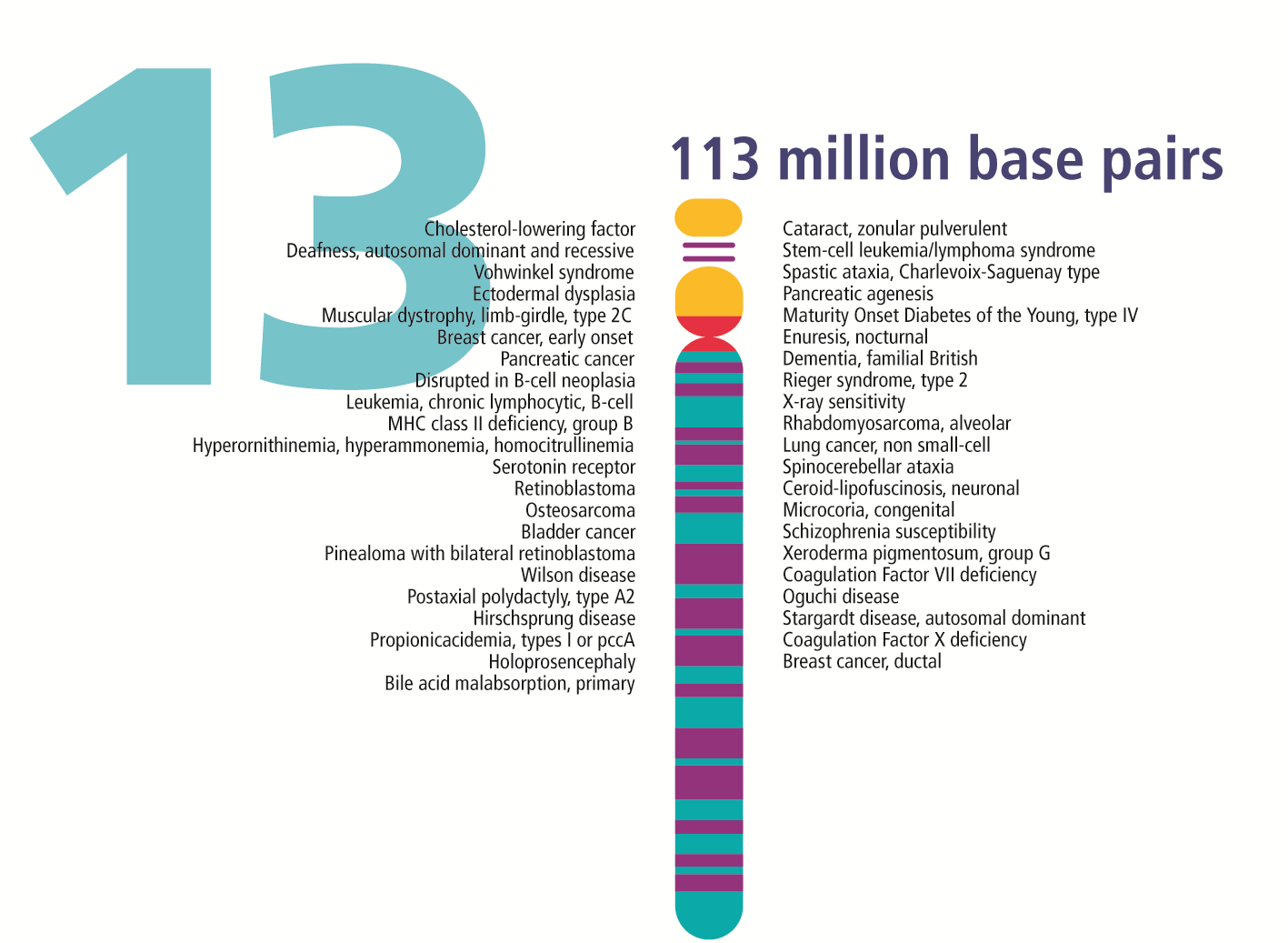
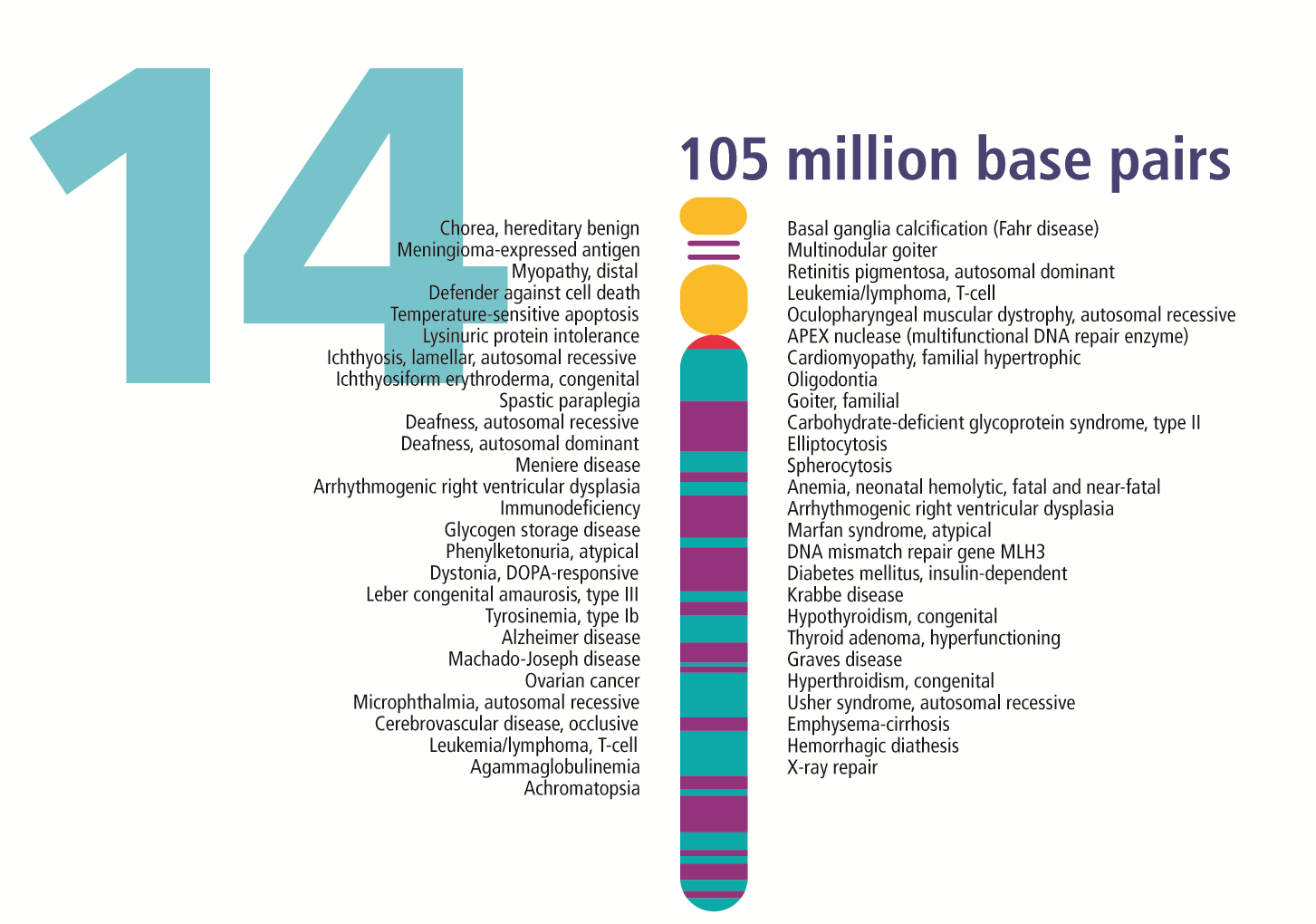
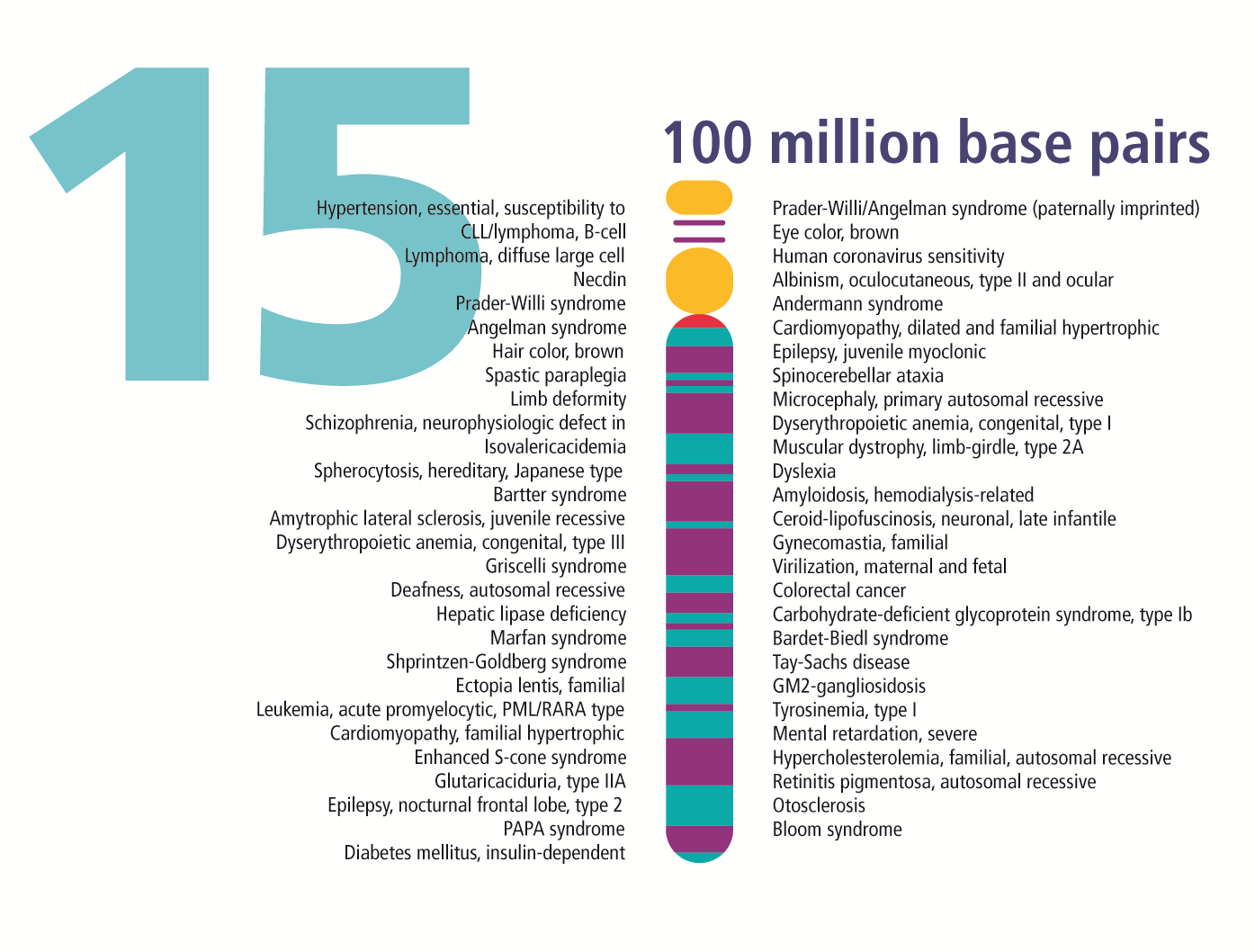
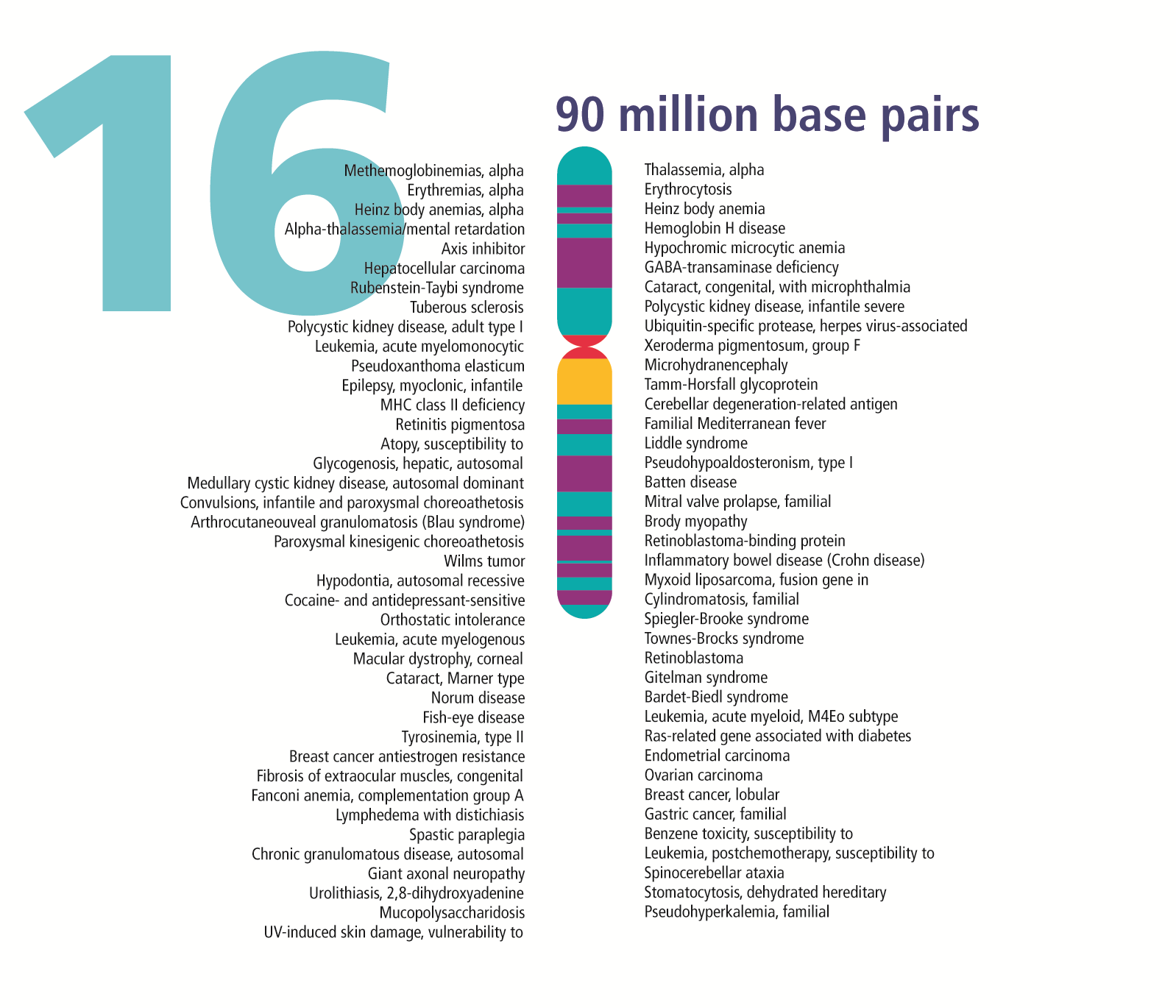
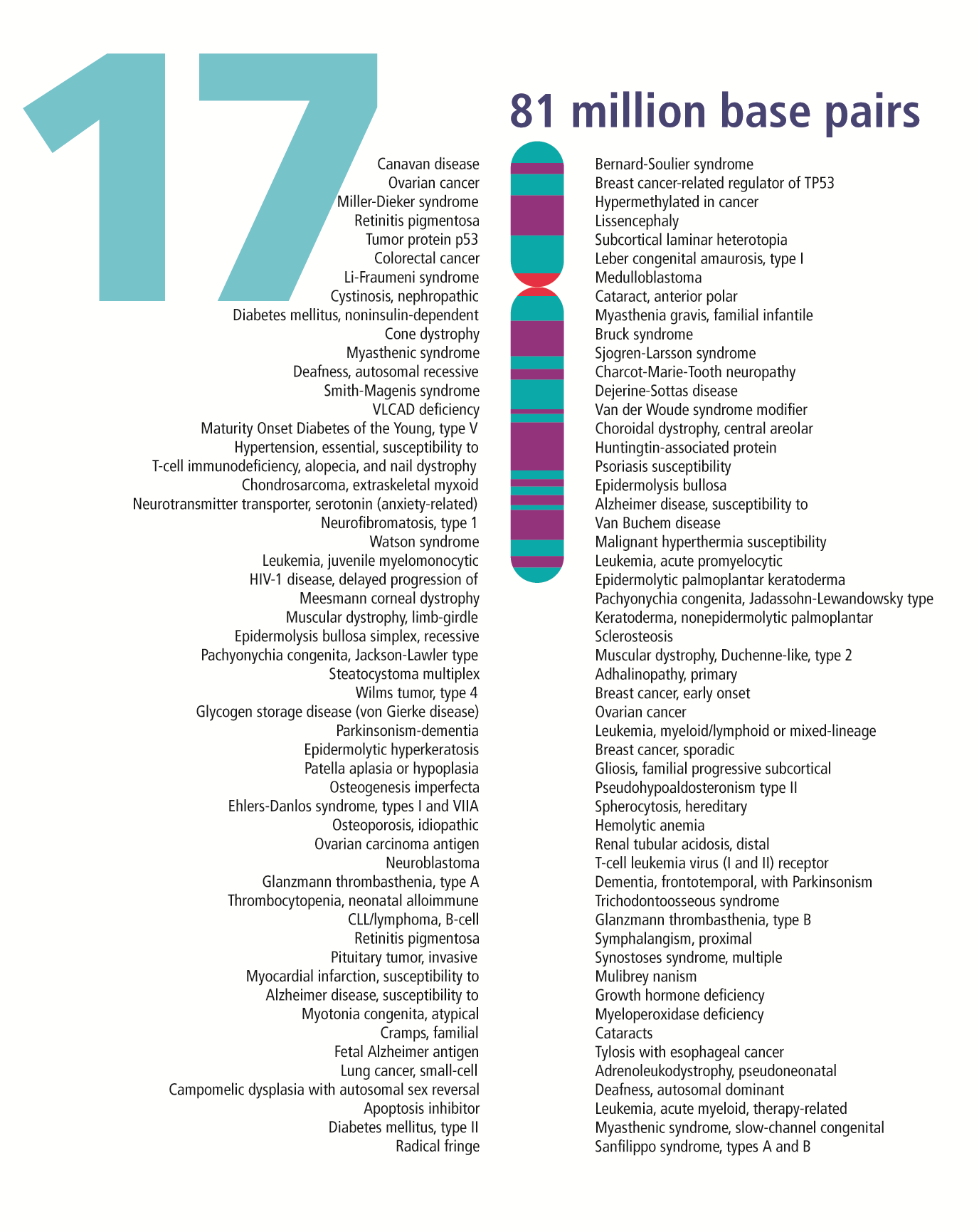
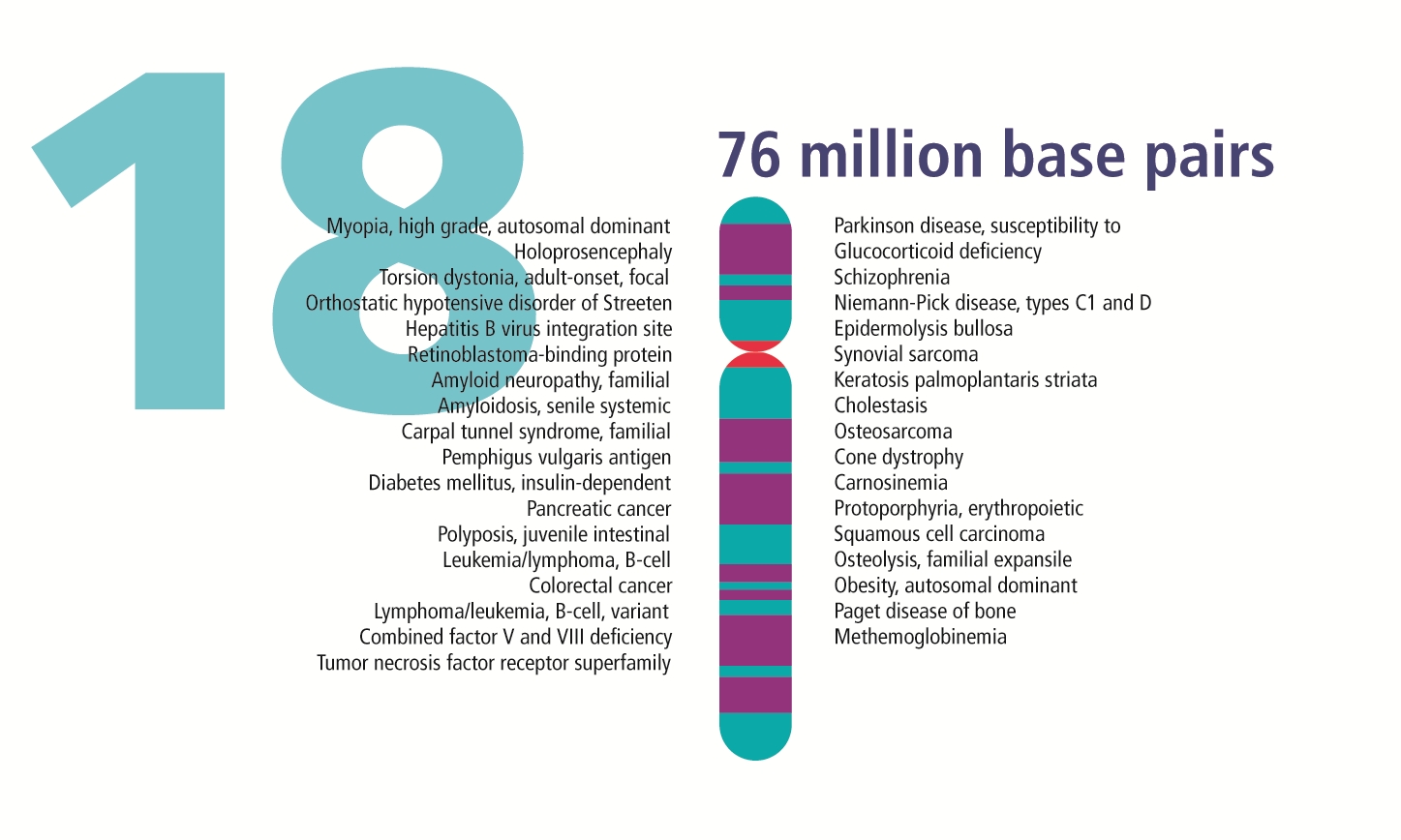
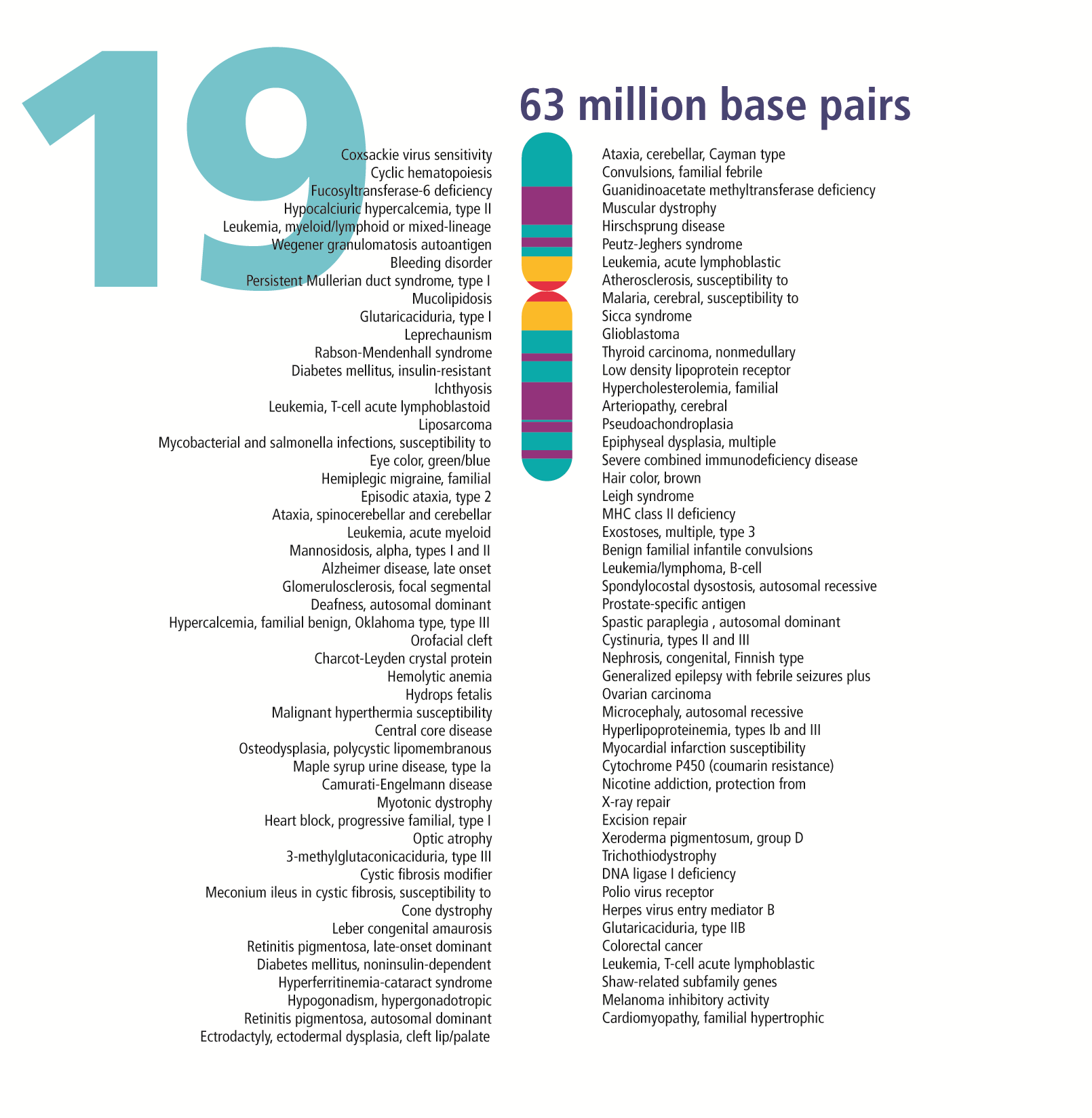
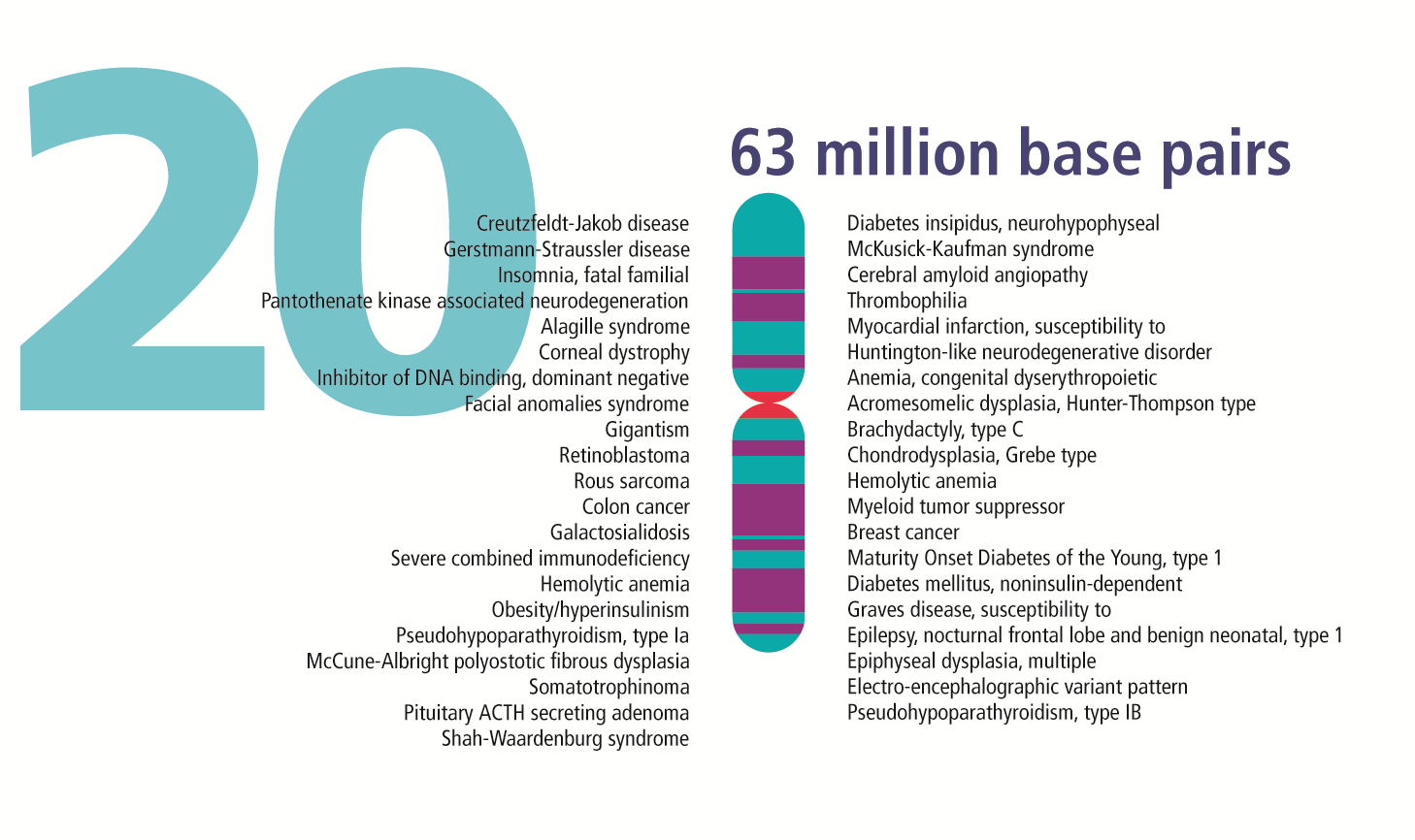
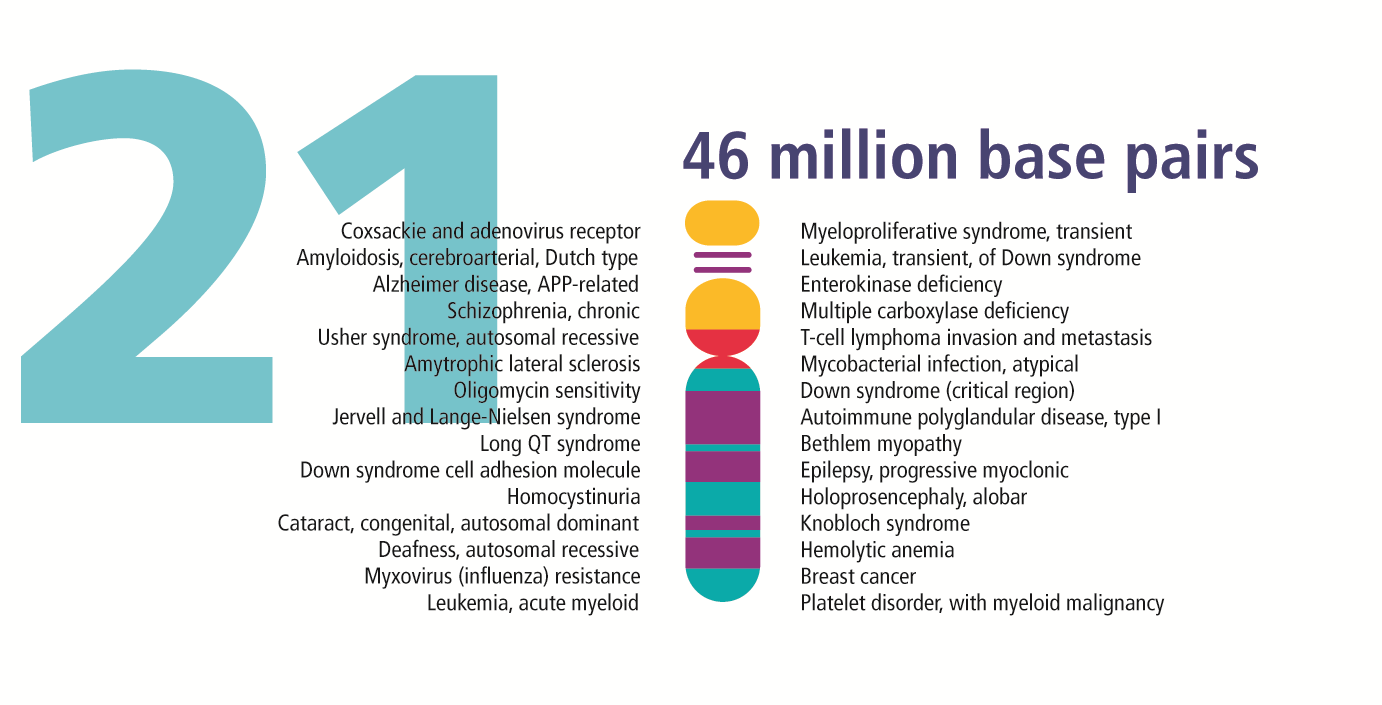
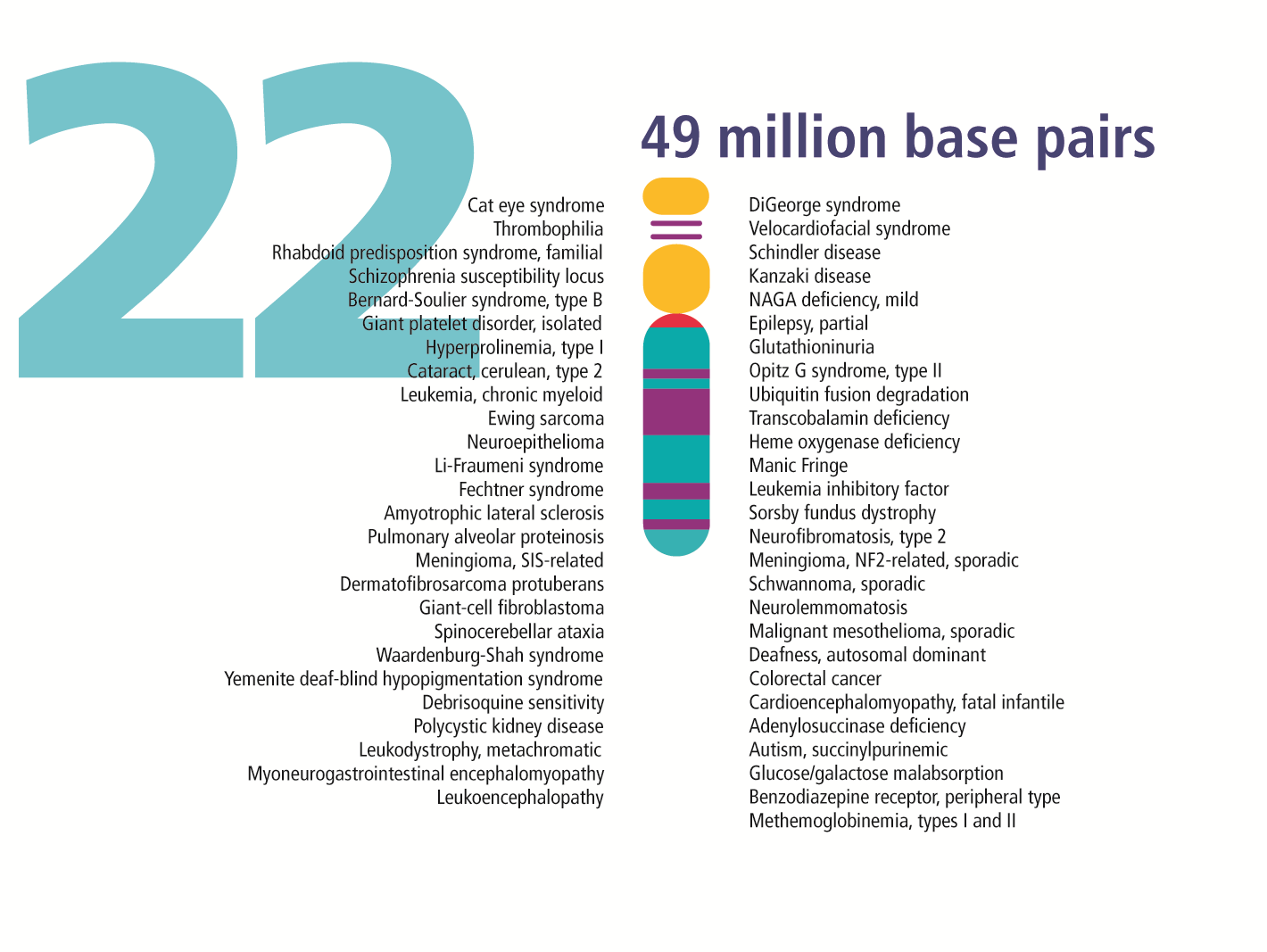
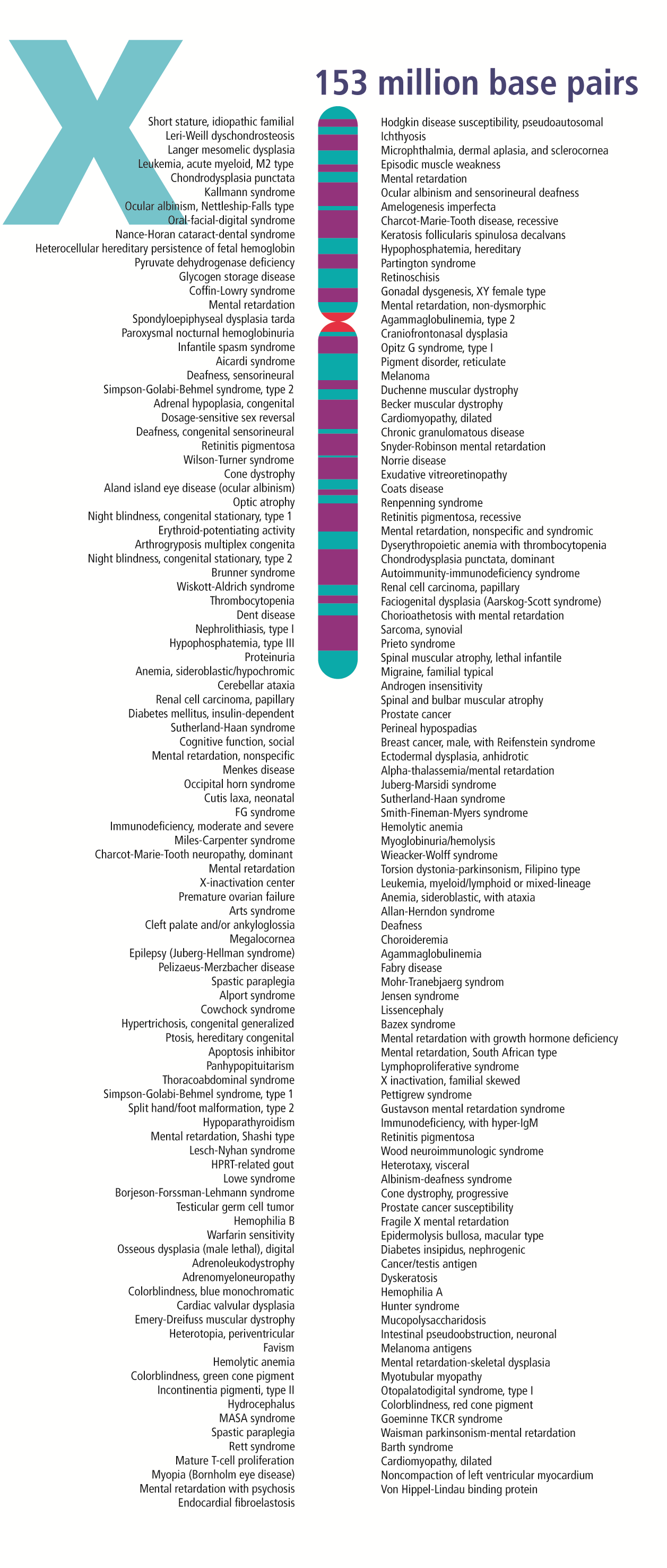
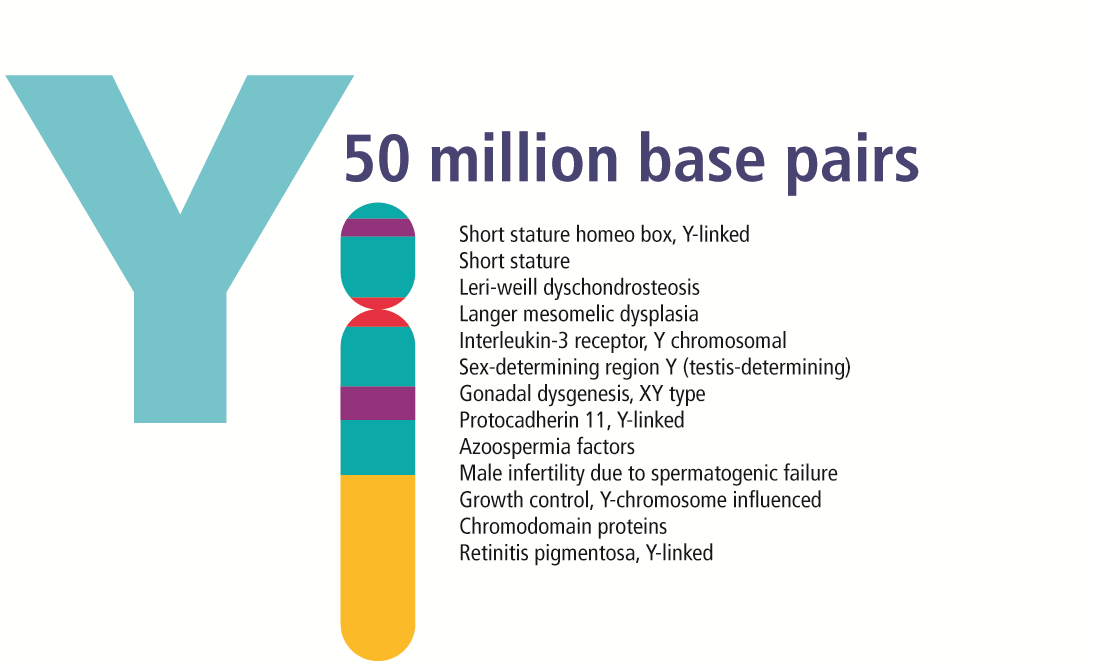